# 529-е Военно-строительное управление

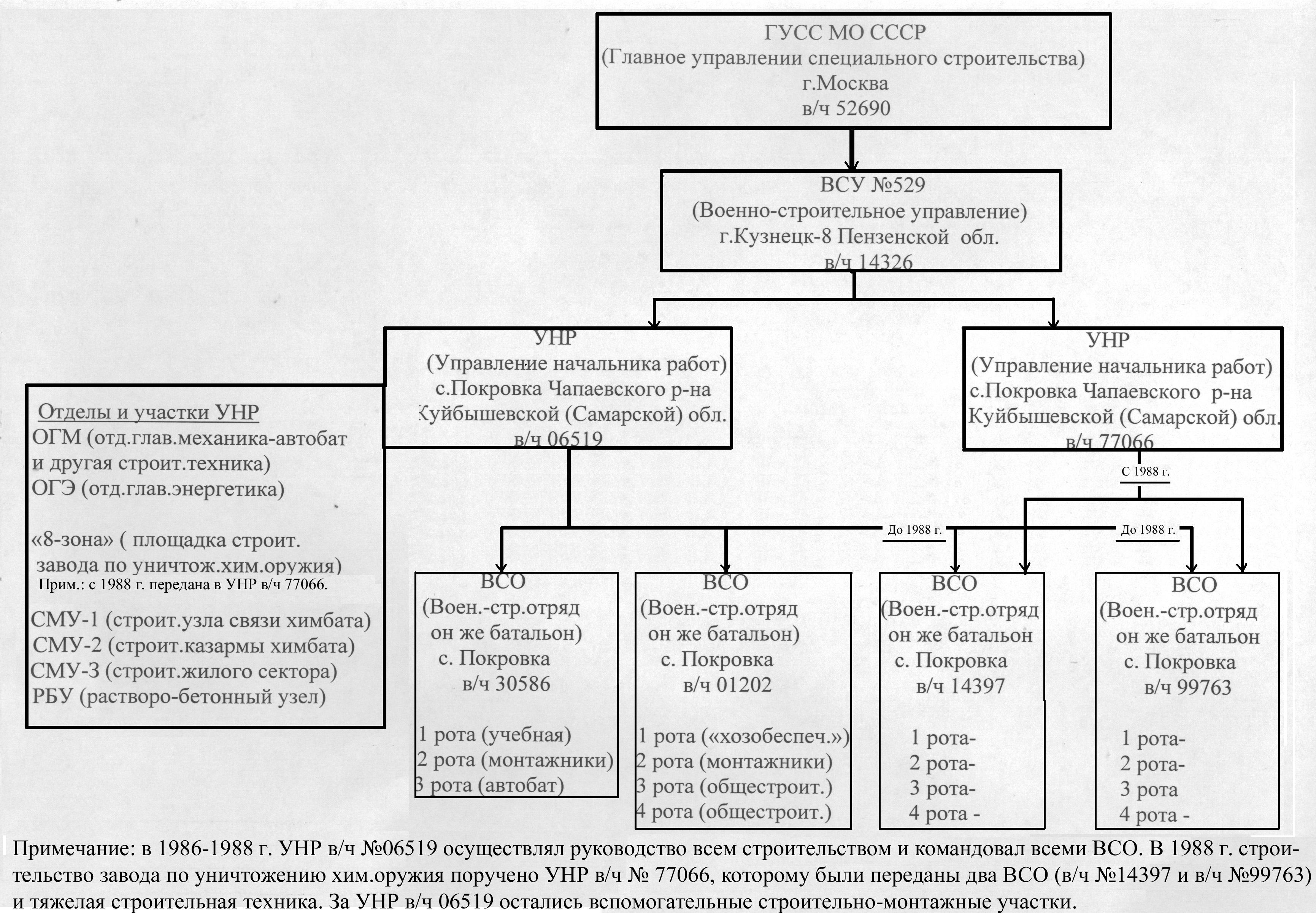
Структура военно-строительного управления в Чапаевск-11.

529-е Военно-Строительное Управление Министерства обороны — специализированное военно-строительное формирование Министерства обороны СССР (Министерства обороны Российской Федерации), предназначенное для руководства строительством оборонительных объектов, иных промышленных и гражданских сооружений, по гражданской классификации строительный трест.
Наименования:
- сокращённое действительное — 529 ВСУ МО СССР (529 ВСУ Министерства обороны СССР);
- условное — войсковая часть № 14326.

## История
529 ВСУ создано (сформировано) 26 мая 1960 года в селе Березовском Терновского района Саратовской области. Воинскому формированию присвоено условное наименование — войсковая часть № 14326. Возглавил управление полковник-инженер Г. Д. Шевкуненко. В 1963 году передислоцировано в Пензенскую область.

## Основные возведённые объекты
- Оборонный завод и военный городок в районе села Березовка Саратовской области, 1960—1963 год;
- Военные объекты для 9-го управления Генерального штаба с одновременным строительством благоустроенных военных городков (Кузнецк-8 и Кузнецк-12), 1963—1976 год.
- Завод по уничтожению химического оружия и военный городок (Чапаевск-11) в селе Покровка Безенчукского района Самарской области, 1986—1989 год.;
- Военные объекты и военные городки с инфраструктурой (очистные сооружения, водозабор, военный госпиталь) Вольск-17 и Вольск-18,
- Объекты в посёлке Борки
- Узел связи и специальные объекты в Базарном Сызране.
- Завод по уничтожению химического оружия в п.г.т. Горном Краснопартизанского района Саратовской области. Реализация Федеральной целевой программы «Уничтожение запасов химического оружия в России»;
- Объекты РВСН для модернизированных ракет нового поколения «Тополь-М», 1998 год.
- Объекты, жилой городок для отдельной мотострелковой (горной) бригады в селе Ботлих.

## Начальники ВСУ (командиры войсковой части)
- полковник-инженер Г. Д. Шевкуненко (1960—1962 год);
- полковник-инженер Н. И. Савиных (1962 год — ?);
- М. Я. Гусев;
- Н. Е. Шевченко;
- Н. Д. Попов;
- Г. С. Филиппов (19?? — 1992 год);
- полковник С. Н. Копытовский (1992 год — ?), заслуженный строитель Российской Федерации;
- полковник Николай Дмитриевич Волошенко.

## Структурные подразделения
В разные годы имело в своём составе различные Управления начальника работ (УНР), строительно-монтажные управления (сму), производственные предприятия, автохозяйства и тому подобное, например: 186 УНР, 253 УНР, 592 УНР в/ч 81466 (ранее 286 УНР в/ч 64066), 721 УНР, 724 УНР, 867 УНР, 1048 УНР, 1186 УНР, 1225 УНР, 1245 УНР, 1302 УНР, 4186 УНР, 1197-я база автомеханизации, 7419 СМУ и другие.
В свою очередь УНР командовали военно-строительными отрядами (ВСО), они же военно-строительные батальоны, которые могли придаваться в подчинение УНР для выполнения поставленных задач, в которых проходили срочную военную службу по призыву военные строители.

## Организационно-правовая реформа 1997 года
В связи со введением в 1994 — 1996 годах в действие нового Гражданского кодекса России, который утвердил единую систему наименования юридических лиц, все войсковые части для возможности дальнейшего участия в хозяйственном обороте получили новую организационно-правовую форму — унитарное предприятие.
Так, 529 ВСУ было преобразовано сначала в ГУП «529-е Военно-Строительное Управление Министерства обороны Российской Федерации» — дочернее предприятие ГУП «Волжско-Уральское Строительное Управление Министерства обороны Российской Федерации», а затем путём выделения из ГУП «ВУСУ Минобороны России» преобразовано в государственное унитарное предприятие «529-е Военно-Строительное Управление Министерства обороны Российской Федерации» (ГУП «529 ВСУ Минобороны России»).
В последующем, в связи с дальнейшим разделением унитарных предприятий на МУПы, ГУПы и ФГУПы, преобразовано в Федеральное Государственное Унитарное Предприятие «529 ВСУ Минобороны России» (ФГУП «529 ВСУ Минобороны России»).
Подчинённые УНР получили статус дочерних предприятий либо филиалов 529 ВСУ.
С момента государственной регистрации ГУП «529 ВСУ Минобороны России» как юридического лица, условное наименование «Войсковая часть 14326» более не применяется в официальной хозяйственной переписке, а используется только для внутренних целей воинского подразделения: для издания приказов по личному составу, связанных с прохождением военной службы военнослужащими и тому подобное.

## Награды
В 1999 году по результатам III Всероссийского конкурса на лучшую строительную организацию 529 ВСУ было награждено специальным дипломом «Лидер строительного комплекса России».
Шесть офицеров управления получили ордена. Среди награждённых — полковник С. Н. Копытовский (начальник ВСУ), полковник С. Ю. Небукин (заместитель начальника ВСУ), подполковник В. В. Петров (главный механик ВСУ), полковник С. В. Иванченко (начальник УНР), полковник П. М. Степаненко (начальник УНР), подполковник В. А. Буряков (начальник монтажного отдела), служащий Российской армии С. И. Муракоев (начальник участка).

## Ликвидация (расформирование)
В 2003 — 2009 годах 529 ВСУ было доведено до банкротства с целью приватизации государственного имущества — строительной техники, недвижимости, других материальных активов. При наличии производственных возможностей, оно было лишено заказов от Минобороны России. У предприятия образовались миллионные долги перед контрагентами, подрядчиками, энергетиками и другими.
 Энергетики отключили от электроснабжения войсковую часть № 14326, располагающуюся неподалёку от Кузнецка. Часть была должна кузнецким энергетикам больше 900 тыс. рублей. После того, как последние пожаловались на военных правоохранительным органам, долг частично оплатили. Руководство части не допускает специалистов кузнецкого «Энергоучёта» на территорию. Накануне отключения энергетикам ещё раз отказали во встрече. На «бесплатном» электричестве в части кормились целый бетонный заводик, мастерская по ремонту строительной техники и пилорама — наравне с предприятиями среднего размера. Сами военные говорят, что расплатиться по счетам сейчас не в состоянии, и советуют энергетикам обращаться в суд. Военная часть № 14326 — единственная на территории Пензенской области, которая всё ещё должна «Пензаэнерго». Все другие части уже давно оплачивают энергетикам вовремя и полностью. В прошлом году министерство обороны России выделило этой войсковой части 1 млн. 200 тыс. руб. для оплаты электроэнергии, но рассчитаться военные не успели.
.
Офицерам и гражданского персоналу управления выплачивали денежное содержание (заработную плату) с большими задержками, до девяти месяцев, как и по всей стране в этот период. Работоспособность поддерживалась инициативой среднего звена на местах. В то же время командование части было замешано в громких коррупционных скандалах.
На основании Указа Президента Российской Федерации от 15.09.2008 года № 1359 "Об открытом акционерном обществе «Оборонсервис», приказом Министра обороны Российской Федерации № 583 от 30.06.2009 года ФГУП «529 ВСУ Минобороны России» было преобразовано в «ОАО 529 ВСУ» и выведено из состава Министерства обороны. Войсковая часть № 14326 исключена из перечня действующих войсковых частей и учреждений Минобороны России.
Организация ФГУП 529 ВСУ или ФЕДЕРАЛЬНОЕ ГОСУДАРСТВЕННОЕ УНИТАРНОЕ ПРЕДПРИЯТИЕ "529 ВОЕННО-СТРОИТЕЛЬНОЕ УПРАВЛЕНИЕ МИНИСТЕРСТВА ОБОРОНЫ РОССИЙСКОЙ ФЕДЕРАЦИИ" зарегистрирована 13 февраля 2004 года местным органом ФНС "Инспекция Федеральной налоговой службы по Ленинскому району г.Махачкалы". Компании были присвоены ОГРН [] и ИНН []. Основной вид деятельности по ОКВЭД-2007: "Производство общестроительных работ", дополнительные виды деятельности: "Устройство покрытий зданий и сооружений", "Строительство дорог, аэродромов и спортивных сооружений", "Строительство водных сооружений", "Производство прочих строительных работ". Фирма "ФГУП 529 ВСУ" официально зарегистрирована по адресу: 368970, республика Дагестан, с. Ботлих, ул. Ботлихская. Начальник – Волошенко Николай Дмитриевич. Организация прекратила свою деятельность и была ликвидирована 17 июля 2009 года.
Прекращение деятельности юридического лица путем реорганизации в форме преобразования. Правопреемники: ФЕДЕРАЛЬНОЕ ГОСУДАРСТВЕННОЕ УНИТАРНОЕ ПРЕДПРИЯТИЕ "СТРОИТЕЛЬНОЕ УПРАВЛЕНИЕ № 522 ПРИ ФЕДЕРАЛЬНОМ АГЕНТСТВЕ СПЕЦИАЛЬНОГО СТРОИТЕЛЬСТВА" + ОТКРЫТОЕ АКЦИОНЕРНОЕ ОБЩЕСТВО "529 ВОЕННО-СТРОИТЕЛЬНОЕ УПРАВЛЕНИЕ"
Итого, 529 ВСУ как войсковая часть № 14326 просуществовала 49 лет.